# Ely Oaks
Ely Oaks ist ein österreichischer DJ und Musikproduzent, der derzeit in Berlin lebt und arbeitet.

## Leben
Ely Oaks begann seine musikalische Karriere in Österreich. Er hat außerdem italienische Wurzeln. Später zog er nach Berlin, wo er bei dem Label Jinx Music unterschrieb. Er veröffentlicht seine Musik vor allem über Spotify und bedient Plattformen wie TikTok und Instagram mit seiner Musik.
Musikalisch mischt er kommerzielle elektronische Popmusik mit Tech House und Techno. Er arbeitet unter anderem mit Künstlern wie Alok und Niklas Dee zusammen.
Sein erster Hit wurde der Song Running Around, der Platz 33 der deutschen und Platz 30 der österreichischen Singlecharts erreichte.

## Diskografie

### EPs
- 2024: Koka Kola Remix EP

### Singles
- 2021: Do This Now
- 2021: Two Hearts (mit Letters from Pluto)
- 2021: Not the Answer
- 2021: IKYWI (mit Mathieu Cetta)
- 2021: TMDYLM
- 2021: Nowhere (mit Emma Cannon)
- 2022: Inside My Head (mit Blinded Hearst & Mahout)
- 2022: Crossroads (mit Eric Spike)
- 2022: Fool for You (mit Alex D’Rosso)
- 2022: Always Been You (mit Coopex & Red)
- 2023: Chasing Sunsets (mit Scott Rill & Zana)
- 2023: Fantasy (mit Minelli)
- 2023: Heaven in Your Eye (mit Lunax & Rebecca Helena)
- 2023: Something Like This (mit Jaxomy)
- 2023: Spectrum (Say My Name)
- 2023: Ella, elle l’a (mit Neptunica & Ambre Vallet)
- 2024: Talk to My Body (mit Lizot)
- 2024: Tsunami (mit Alok)
- 2024: La Foule (mit Tr3nacria feat. StereoKilla)
- 2024: Lonely
- 2024: Heart Sped Up (BFF) (mit Niklas Dee, bambi & Young Leosia)
- 2024: Turn Me On
- 2024: Can’t Fight the Moonlight
- 2024: Ever Been Punched (mit Luca-Dante Spadafora)
- 2024: K.O. (mit Lavinia)
- 2024: Kola Kola
- 2024: Uh Na Na
- 2024: Looking for Love (mit Figo i Samogony)
- 2024: Highs & Lows (mit Toby Romeo & Klangkarussell)
- 2024: Sound of da Police (mit Timmy Trumpet & Marnik mit Des3ett)
- 2024: With You (mit Sigala)
- 2025: My Birthday (mit Lavinia)
- 2025: Running Around
- 2025: Mission (mit Joki & Enny-Mae)
- 2025: Borderline (mit LAVINIA)

### Remixe
- 2022: A7S – By My Side
- 2023: Elle Baez – Stereotype
- 2023: Toby Romeo & YouNotUs – What It Feels Like
- 2024: Flex feat. Nate Dogg – 6 in the Morning
- 2024: In Parallel – Now It’s Gone
- 2024: Betsy & Masha Yankovskaya – Sigma Boy (mit Lavinia)